# Armeniakon
Il Thema Armeniaco (in greco Ἀρμενιακόν [θέμα]?, Armeniakòn [thema]), più propriamente il Thema degli Armeniaci (in greco: θέμα Ἀρμενιάκων, thema Armeniàkōn) fu un thema bizantino che si estendeva sull'Asia Minore nord-orientale.

## Storia
Il thema Armeniakon fu uno dei primi quattro themata creati, e fu istituito intorno alla metà del VII secolo dal territorio dell'Armenia Minore. Nonostante la menzione di un "Giorgio, tourmarchēs degli Armeni" nel 629, nel corso delle campagne persiane dell'Imperatore Eraclio I (r. 610–641), possa suggerire l'esistenza del thema in tale data (ritenuta però troppo prematura), la prima attestazione certa del thema nelle fonti letterarie risale alla rivolta del suo strategos, Saborios, nel 667/668. Viene successivamente menzionato in un sigillo del 717/718. Come accaduto per gli altri themata, fu creato a partire dai resti di una delle armate di campo del vecchio Esercito romano-orientale in seguito alle disfatte subite nel corso della prima ondata di conquiste islamiche, un processo probabilmente completato entro la fine degli anni quaranta del VII secolo. Di conseguenza l'esercito di campo sotto il comando del magister militum per Armeniam (degli "Armeniaci"), nel ritirarsi, si insediò nelle regioni del Ponto, Paflagonia e Cappadocia, dando il proprio nome alla regione.

I themata bizantini dell'Asia Minore intorno al 842, mostrando la frammentazione dei primi vasti themata in circoscrizioni di estensione minore.

Il capoluogo del thema era Amaseia, dove aveva sede il governatore militare, lo stratēgos, che percepiva uno stipendio annuale di 40 libbre d'oro, essendo uno degli stratēgoi di prima classe insieme a quelli dei themata Anatolikon e Thrakesion. Nel IX secolo aveva sotto il suo comando all'incirca 9 000 effettivi oltre a controllare 17 fortezze. La grande estensione e la sua importanza strategica, dovuta al fatto che si trovasse sulla frontiera nord-orientale dell'Impero bizantino con i Musulmani, fecero sì che il suo governatore militare acquisisse tanto potere da costituire una minaccia per l'imperatore, come conferma il fatto che nell'VIII secolo le armate del thema presero parte a diverse rivolte, tra cui quella di Artavasde (strategos dell'Armeniakon che tentò di usurpare il trono). Per prevenire o rendere meno pericolose ulteriori rivolte, nel IX secolo il thema fu di conseguenza suddiviso in più parti: da esso furono scorporati i distretti di Charsianon e Cappadocia, in un primo tempo come kleisourai e successivamente come themata a pieno titolo, lungo la frontiera meridionale e orientale, mentre intorno all'819 furono scorporati i themata costieri di Paflagonia e Chaldia, seguiti successivamente dalla regione di Koloneia (prima sotto un doux, dall'863 sotto uno strategos a pieno titolo); in seguito a tali scorpori, l'Armeniakon comprendeva solo il Ponto occidentale.
Il thema rimase in mani bizantine fino alla fine dell'XI secolo. Tuttavia nel 1071, in seguito alla disfatta subita dai Bizantini nella Battaglia di Manzikert contro i Turchi Selgiuchidi, i mercenari franchi sotto il comando di Roussel di Bailleul si impadronirono della regione e la governarono per alcuni mesi, fino a quando l'autorità bizantina fu ripristinata dal generale e futuro imperatore Alessio Comneno. Subito dopo, tuttavia, la regione fu occupata dai Turchi Selgiuchidi, con solo alcune fortezze sulla costa che rimasero in mano bizantina. Gli imperatori Comneni riuscirono a recuperare le regioni costiere per l'impero, ma il thema Armeniakon non fu ricostituito.